# 캄파닐레상과
캄파닐레상과(Campaniloidea)는 바다 달팽이 상과의 하나로 해양 복족류 연체동물이다. 캄파닐레상과는 흡강류에 속한다.

## 분류
2005년 부쉐와 로크루아(Bouchet & Rocroi)의 복족류 분류는 4개 과를 인정하고 있다.
- 캄파닐레상과(Campaniloidea)
  - 캄파닐레과 (Campanilidae) Douvillé, H., 1904
  - Ampullinidae A. E. M. Cossmann, 1919
  - 층층이갈줄고둥과 (Plesiotrochidae) Houbrick, 1990
  - † Trypanaxidae Gougerot & Le Renard, 1987